# Aloe milne-redheadii
Aloe milne-redheadii é uma espécie de liliopsida do gênero Aloe, pertencente à família Asphodelaceae.